# Le Sceau de Danzalthar
Le Sceau de Danzalthar est le 9e épisode de la saison 7 de la série télévisée Buffy contre les vampires.

## Résumé
Spike a accepté d'être enfermé et attaché chez les Summers car il est toujours manipulé par la Force via son stimulus et perd régulièrement tout contrôle sur ses actes. Andrew, de son côté, est lui aussi sous l'influence de la Force qui a pris l'apparence de Warren et cherche à lui faire ouvrir le sceau de Danzalthar, le sang de Jonathan, anémique, n'ayant pas suffi à cela. Alors que Willow va à la boucherie chercher du sang pour Spike, elle rencontre Andrew, lui aussi venu acheter du sang. Elle le ramène chez Buffy pour l'interroger. Alors qu'Andrew est sur le point de dire ce qu'il sait, Spike se libère brusquement de ses liens et s'en prend à lui, commençant à le mordre. Buffy parvient à l'assommer. Le groupe commence à comprendre que le stimulus utilisé pour le contrôler est une chanson. Spike, désormais enchaîné dans la cave et n'ayant toujours aucun souvenir de ses actes, demande encore à Buffy de le tuer mais celle-ci lui renouvelle sa confiance. 
Alors qu'au lycée le principal Wood trouve le corps de Jonathan et l'enterre discrètement, les Bringers prennent d'assaut la maison Summers. Après un combat violent, ils sont finalement repoussés mais ont néanmoins réussi à atteindre ce qui était leur but : enlever Spike. Le Scooby-gang comprend désormais qu'il a affaire à la Force. À Londres, le Conseil des Observateurs se réunit sous la conduite de Quentin Travers et décide d'apporter toute son aide à Buffy pour lutter contre la Force mais, quelques secondes plus tard, l'explosion d'une bombe détruit le bâtiment. Dans le sous-sol du lycée de Sunnydale, les Bringers font couler le sang de Spike au-dessus d'un symbole mystique et un Turok-Han, un vampire préhistorique, émerge alors du sol.